# Hémisphérectomie

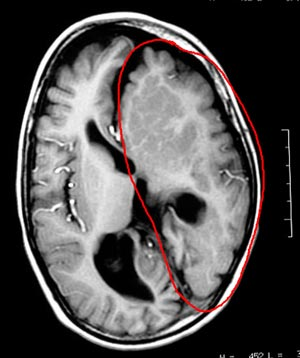
Cerveau malade, avant l'hémisphectomie qui consiste ici en l’ablation de la partie endommagée, entourée en rouge.

L'hémisphérectomie est une opération chirurgicale où un hémisphère cérébral (une moitié du cerveau) est enlevé ou déconnecté de l'autre hémisphère. Cette opération est utilisée pour traiter le syndrome de Rasmussen, et les enfants qui ont eu des accidents vasculaires cérébraux handicapants ou qui ont des crises d'épilepsie extrêmement fréquentes.

## Histoire
La technique est décrite pour la première en 1928 par Walter Dandy dans le cadre d'un gliome infiltrant dans l'hémisphère mineur. En 1938, Kenneth McKenzie à Toronto devient le premier neurochirurgien à réaliser des hémisphérectomies dans le but de traiter les crises d'épilepsies chez les patients souffrant d'hémiplégie infantile,.
Après les années 1950, l'opération gagne en popularité dans le traitement des crises d'épilepsies, avant d'être quasiment abandonnée une décennie plus tard devant l'apparition de complications intracrâniennes fatales plusieurs années après l'intervention, amenant à une mortalité d'environ 30 à 40 %. Quelques années plus tard, Rasmussen adopte une nouvelle technique, qu'il nomme « hémisphérectomie fonctionnelle complète – anatomiquement subtotale », afin de réduire les complications post-opératoires.

## Conséquences
Elle entraine une hémianopsie (perte de la moitié du champ visuel) car il y a ablation d'un hémisphère cérébral auquel la partie de chaque rétine qui reçoit les informations de l'hémichamp visuel ipsilatéral est reliée par le nerf optique.
On constate aussi à terme que certains sujets présentent un quotient intellectuel moyen ou bas (entre 80 et 100).
Par contre après un certain temps de réadaptation, un patient peut retrouver presque toutes ses capacités motrices.